# Thelypteris fluminalis
Thelypteris fluminalis är en kärrbräkenväxtart som beskrevs av Alan Reid Smith. Thelypteris fluminalis ingår i släktet Thelypteris och familjen Thelypteridaceae. Inga underarter finns listade.